# 夫婦百景 (テレビドラマ)
『夫婦百景』（ふうふひゃっけい）は、1958年5月12日から1965年1月25日、および1966年4月19日から1967年9月20日まで日本テレビ系列局が編成していた日本テレビ製作のテレビドラマ放送枠である。
当初は獅子文六原作の同名小説をドラマ化していたが、第14回以降は毎回1組の夫婦が登場する単発ドラマ枠になり、夫婦間の機微を描く内容になった。1965年1月に一度終了した後、1年以上の中断期間を経て1966年4月に再開した。

## 編成時間
いずれも日本標準時。

### 第1期
- 月曜22:00 - 22:30 （1958年5月12日 - 1963年9月23日）：初回のみ22:15 - 22:45に編成。
- 月曜21:30 - 22:00 （1963年10月7日 - 1965年1月25日）

### 第2期
- 火曜22:00 - 22:30 （1966年4月19日 - 1967年3月21日）
- 水曜21:00 - 21:30 （1967年4月12日 - 9月20日）：プロ野球ナイター中継（20:00 - 21:26）編成時には休止。

## 放送作品
- 若い若い夫婦：第1回。
- 鴨ねぎ夫婦
- 旅回り夫婦
- しわんぼ亭主
- お試食女房
- 御這慮女房
- 女房馬鹿：前後編。
- 置手紙：｢放送作家協会賞｣受賞作品。
- 夫の城
- 珍品夫婦
- プラスアルファ夫婦
- ほか多数

## スポンサー
第1期は、中期までは富士電機一社提供で、それ以降はヤクルト本社一社提供。ヤクルトは、1964年9月まで日曜21:30枠で放送されていた『ダイヤル110番』からの移行。
第2期はトヨタグループ単独提供。

## 参考資料
- 日本テレビ放送網株式会社社史編纂室 編『大衆とともに25年 沿革史』日本テレビ放送網、1978年8月28日、434 - 471頁。NDLJP:11954641/233。